# Nadškofija Moncton

Nadškofija Moncton je rimskokatoliška nadškofija s sedežem v Dieppu (Novi Brunswick, Kanada).

## Geografija
Nadškofija zajame področje 12.000 km² s 227.900 prebivalci, od katerih je 118.000 rimokatoličanov (52,2 % vsega prebivalstva).
Nadškofija se nadalje deli na 50 župnij.

## Nadškofje
- Louis-Joseph-Arthur Melanson (16. december 1936-23. oktober 1941)
- Norbert Robichaud (25. julij 1942-23. marec 1972)
- Donat Chiasson (23. marec 1972-21. september 1995)
- Ernest Léger (27. november 1996-16. marec 2002)
- André Richard (16. marec 2002-15. junij 2012)
- Valéry Vienneau (15. junij 2012-danes)